# Erik Hansen
Erik Hansen, nemški general, * 27. maj 1889, † 18. marec 1967.